# Азербайджанські ханства
Азербайджанські ханства — феодальні володіння, очолювані азербайджанськими тюркомовними династіями, що виникли на території колишніх провінцій сефевідської держави в результаті розпаду держави Надир-шаха в середині XVIII століття, і які проіснували як самостійні державні утворення до початку XIX століття.
Поступове ослаблення і розпад династії афшар, в середині XVIII століття на території сучасного Азербайджану спричинили до виникнення нових державних утворень. Так на північних землях: Карабаське, Шекинське, Гянджинське, Джавадське, Шемахінське, Губинське, Бакинське, Дербендське, Сальянске, Ленкаранське, Нахчіванське і Єріванське ханства. А на південних: Тебрізьке, Урмійське, Хойське, Карадазьке, Сарабске, Марагінське, Макуйське, Ахерське і Ардебільське ханства. Поряд з ними, на північних землях сформувалися ще й напівнезалежні феодальні володіння: Іліс, Габала, Арешев, Борчали, Ґазах, Шамшаділь, а також Джаро — Балакенське Джамаатство, яке вважалося феодальної республікою.
Всі ці невеличкі держави проіснували самостійним до початку XIX століття (а Макінське ханство — до початку XX століття) і поступово були захоплені Російською імперією та Іраном. Крім тюркських племен ці ханства населяли: вірмени, грузини, лезгини, аварці, курди, ассирійці, талиші, тати, удіни, шахдагські народи й інші етнічні групи.

## Утворення ханств
У тодішніх ханствах уся влада ґрунтувалася на єдиновладді. Хан володів необмеженою владою та судовим правом. Він виносив смертний вирок, а міг і помилувати засуджених до смерті. При хані діяв Диван, функції якого буликонсультативними. Але, бувало, що поради і консультації, цього зібрання старійшин, частково могли впливати на рішення хана. Зрештою, такі порадники мали достатній авторитет в кількох династій і ханствах: Шекинському, Шемахинському, Губинському і Карабаському. Наявність такого інституту (з найкращих представників династичного чи торгового родів) виходило з давніх національних традицій Азербайджану.
За часів розквіту ханств в них почалася проявлятися окрема правляча верства: 
- Хан — який стояв на чолі цього прошарку.
- Султан — другий після хана, одноосібний представник світської влади, на противагу імаму, релігійному авторитету (титул переходив у спадок, і кожен раз підтверджувався ханом).
- Меліки — представники дворянського стану, тобто представники третього[2] (з чотирьох) за рангом можновладських станів — володарі дрібних округів[2]. Ця група феодалів складалася з нащадків давньої місцевої аристократії, що не належала до кочових племен, які були майже зовсім винищені в південному Азербайджані і в більшій частині кавказької Вірменії, де вони були замінені кизилбашською та курдською кочовою знаттю (їх титули переходили у спадок, і кожен раз підтверджувалися ханом).
- Беки — основна і найчисленніша частина вищого прошарку тогочасного азербайджанського суспільства. Ділилися на спадкових та особистих беків (а ті, хто отримали титул в часи Сефевидів були більш багатими і впливовими, та ще й права їхні на власність були спадковими). Цей титул позначав вождя роду в складі племені, тобто самостійного родового і навіть політичного (державного) територіального підрозділу.

### Формування ханств
Ці дрібні державні формування — ханства, на теренах Азербайджану, майже весь час ворогували один з одним. Кожен володар хотів прибрати до рук землі своїх сусідів і жоден з них не погоджувався на об'єднання — кожен хотів правити сам.

## Ханства Східного Закавказзя
- Бакинське ханство — 1444 — 1815 роки;
- Гянджинське ханство — 1447 — 1815 роки;
- Джавадське ханство — 1444 — 1815 роки;
- Карабаське ханство — 1444 — 1815 роки;
- Кубинсько-Дербентське ханство — 1444 — 1815 роки (А. П. Новосельцев висловлює сумнів у правомірності зарахування цього ханства до азербайджанським, оскільки основна частина підданих Дербентського хана була представлена дагестанськими народами, а головною його резиденцією був Дербент;
- Нахічеванське ханство — 1444 — 1815 роки;
- Шекінське ханство — 1444 — 1815 роки;
- Ширванське ханство — 1444 — 1815 роки;
- Талишське ханство — 1444 — 1828 роки (згідно Вікіпедія ханство було феодальною державою талиші в Азербайджані);
- Єриванське ханство — 1444 — 1815 роки (на думку Тадеуша Свентоховського є азербайджанським ханством, а за даними «Encyclopædia Iranica», «The Armenian People from Ancient to Modern Times», «A Historical Atlas», «Grand Larousse encyclopédique» є перським.

### Нахічеванське ханство
Хронологія Нахічеванського ханства це 1604 — 1828 роки. Першими власниками цих земель стали вихідці з роду Кенгерлі (Kangarlu), яких зробив своїми намісниками в новому ханстві, перський Шах Абас I, коли захопив ці землі в 1604 році. Намісник Максуд Султан, вождь невеличкого тюркського племені з берегів Араксу..
Але основи Нахічиванського ханства закладені уже наступним головою роду Кенгерлі Хейдаргули ханом. Після смерті Хейдаргули хана і до 1787 Нахчиванської ханство слабшало, ставши об'єктом безперервної боротьби між Хойським, Карабаським, Іриванским ханством, Картлі-Кахетинським царством та Іраном. За коротке існування цієї держави — дев'ять володарів панували в столиці ханства , давній Нахічевані: 
- Гейдар Кулі-хан I (1747 — 1764) Кенгерлі;
- Гаджи-хан I (1764 — 1765);
- Рахім-хан I (1765 — 1770);
- Алі Кулі-хан I (1770 — 1773);
- Вали Кулі-хан I (1773 — 1781);
- Аббас-Кулі Хан: владуючий хан (1781 — 1783), хакім (з перервою, 1797 — 1801, 1804, 1808);
- Келб-Алі Хан: владуючий хан (з перервою, 1787 — 1796, 1801 — 1804, 1804—1807), хакім (з перервою, 1808, 1809 — 1810, 1816);
- Керім Хан: хакім (з перервою 1808, 1813 — 1816, 1827);
- Ехсан Хан: наіб (1828 — 1839);

Наприкінці XVIII століття ханство почало занепадати і підпало під вплив Російської імперії. Але, на початку XIX століття воно ще залишалося в складі Персії, згідно Гюлистанського мирного договору, укладеного Росією та Іраном. Але вплив царських емісарів продовжувався і уже остаточно воно перейшло під протекцію Росії в 1828 році за Туркманчайським мирним договором.

### Шекінське ханство
Хронологія Шекінського ханства це 1444 — 1815 роки. Першими власниками цих земель були хани з роду Кара-Кешиш-оглу, які правили з 1444 по 1551 роки. А в 1551 році ці землі анексували Сефевиди і володіли ними до 1743 року..
Шекинське ханство започаткував хан Хаджи Челебі в межах 1743 — 1755 років. До середини XVIII століття воно перетворилося на могутню політичну силу. Сусідні султанати Габали та Гутгашина визнавали над собою владу Шекінського хана. А в 1751 році Хаджи Челебі підпорядкував собі, ненадовго, ще й Ґазахський та Борчалинський махали. Ханство залишалося впливовим і за часів наслідників Челебі, так в 1768 році, вони уклали союз із Губинським ханом та напали на Шамахинське ханство і поділили його поміж собою. За коротке існування цієї держави — вісім володарів панували в столиці ханства , місті Нуха (Шекі): 
- Хаджи Челебі-хан ібн Курбан (1743 — 59);
- Ага Киши-хан (1759 — 1764);
- Хусейн-хан (1764 — 1779);
- Абдул Кадир-хан (1779 — 1783);
- Мухаммед Хасан, син (1783 — 1795);
- Мустафа Селім-хан, брат ( 1795 — 1806);
- Джафар Кулі-хан Думбули (1806 — 1815);
- Ісмаїл-хан (1815);

Наприкінці XVIII століття ханство почало занепадати і підпало під вплив Російської імперії. І вже, напочатку XIX століття воно відійшло Росії, згідно Гюлистанського мирного договору, укладеного Росією та Іраном.

### Талишське ханство
Хронологія Талишського ханства це 1650-1826 роки. Першими власниками цих земель вихідці з роду Талишських ханів, які походили з селища Хір Халхальського магалу Ардебіля, які правили тут за часів Сефевидів і володіли ними до 1814 року..
Талишське ханство започаткував Саїд Аббас хан в межах 40-х років XVIII століття. Після смерті Сеїд Аббас хана до влади прийшов Джамаледдін Мірза бек, відомий в історії, як Талишський Гара Хан. Він намагався вести самостійницьку політику, утверджуючи стабільність та економічний розвиток ханства. Але поряд існували набагато більші й сильніші ханства і наприкінці століття талишці підпали в залежність від Бакинського ханства. За коротке існування цієї держави — чотири володарі панували в столиці ханства , оточеному фортечними мурами, місті Лянкяран: 
- Саїд Аббас-Хан (1740 — 1747);
- Сеїд-Джамаледин-хан (Сійоли-Гара-хан) (1749 — 1786)
- Мир Мустафа-хан (1786 — 1814);
- Мир Гасан-хан (1814 — 1828);

Наприкінці XVIII століття ханство почало занепадати і підпало під вплив Російської імперії. І вже на початку XIX століття його більша частина відійшла Росії згідно з Гюлистанським мирним договором, укладеного Росією та Іраном (хоча офіційно в тому документі жодного пункту не було щодо розподілу цієї території). Остаточно і офіційно Талишське ханство було розділене в 1828 році Туркманчайським мирним договором

## Ханства Південного Азербайджану
- Ардебільске ханство — ;
- Зенджанське ханство — ;
- Карадазьке ханство — ;
- Макінське ханство —;
- Марагінське ханство — ;
- Сарабське ханство — ;
- Тебрізьке ханство — ;
- Урмійське ханство — ;
- Халхальське ханство — ;
- Хойське ханство — ;

## Наслідки роздрібленості Азербайджанських ханств
Деякі хани, добившись значного економічного і військового рівня, робили спроби возз'єднати країну, але це не увінчалося успіхом. А політична роздрібленість ще більше посилювалася і виникли сприятливі умови для сусідніх держав-загарбників, які намагалися поглинути, різними способами, дрібні Азербайджанські ханства.